# Adolf-Jäger-Kampfbahn
Die Adolf-Jäger-Kampfbahn (AJK) ist ein Fußballstadion, das sich innerhalb des Hamburger Bezirks Altona im Stadtteil Ottensen befindet. Die AJK war von 1908 bis 2008 und ist seit der Saison 2009/10 der Austragungsort der Heimspiele von Altona 93.

## Geschichte

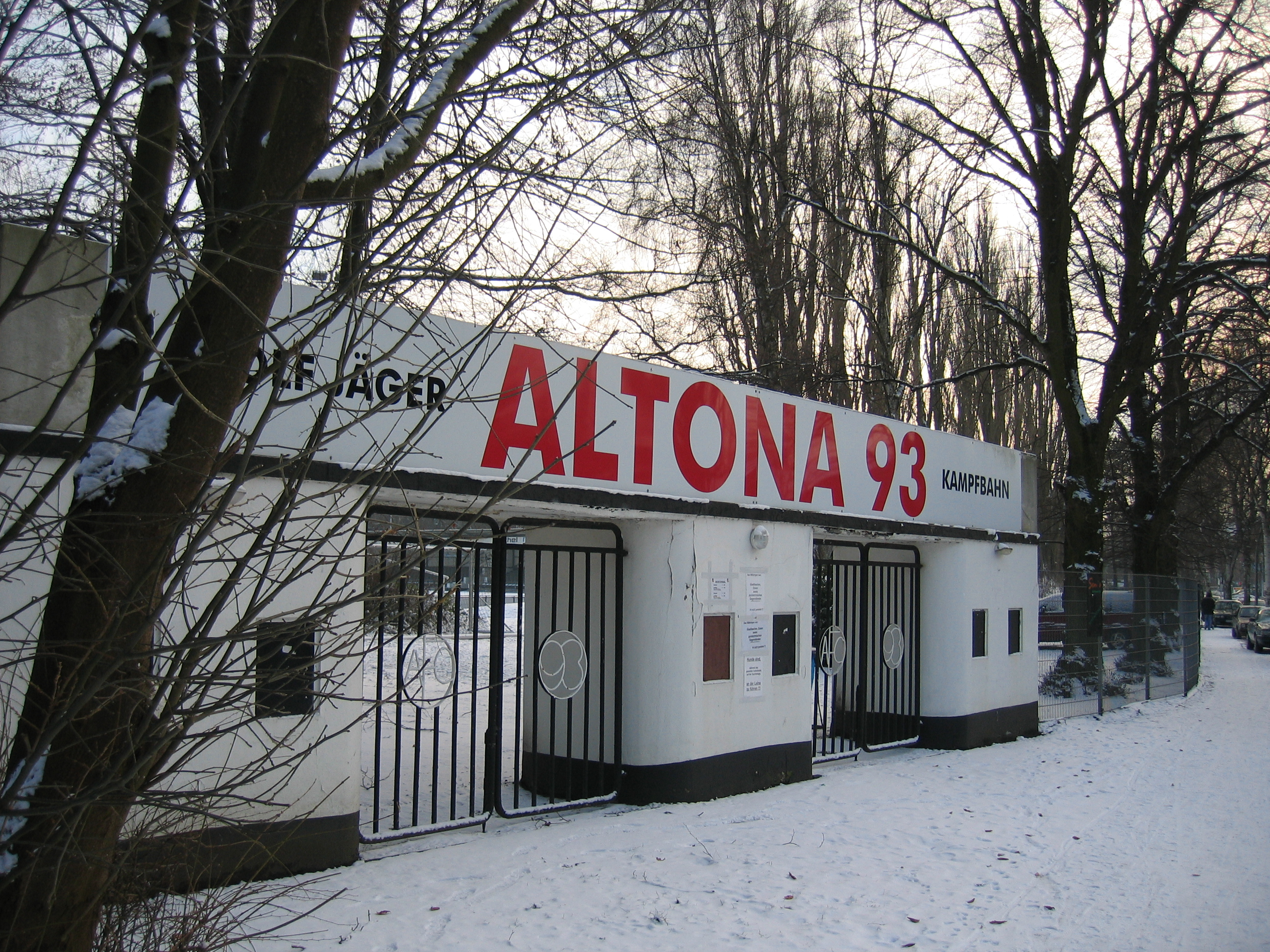
Denkmalgeschützter Haupteingang der Adolf-Jäger-Kampfbahn

Das Stadion wurde am 30. August 1908 eröffnet und zählt zu den ältesten Sportstätten Deutschlands. Erster Gegner war der Lübecker BC, der mit 7:1 besiegt wurde. 1944 wurde es nach dem deutschen Nationalspieler Adolf Jäger benannt, welcher von 1907 bis 1927 als Stürmer bei Altona 93 spielte. Anfang 1921 wurde der gepachtete Platz vom Verein gekauft und zum fassungsreichsten Stadion Norddeutschlands ausgebaut; am 30. Oktober 1921 wurde es in Anwesenheit von 16.000 Zuschauern mit einem 1:1 gegen den Hamburger SV (HSV) eingeweiht. Am 8. März 1953 wurde mit 27.000 Zuschauern der Besucherrekord beim 1:4 gegen den HSV erreicht. Die Haupttribüne wurde 1958 eingeweiht.
1990 hätte das Stadion fast zum ersten Mal Länderspiele gesehen. Die färöische Fußballnationalmannschaft suchte ein Ausweichstadion, da auf den Inseln selbst nur ein ungenügender Kunstrasenplatz zur Verfügung stand. Das Bezirksamt Altona fragte aufgrund der gemeinsamen dänischen Vergangenheit, ob die Färinger in die Adolf-Jäger-Kampfbahn ausweichen wollten. Deren Verband wollte jedoch lieber in Schweden spielen.
In der Saison 2008/09 spielte die erste Mannschaft im Stadion Hoheluft, weil dort die Kriterien für die neue Regionalliga Nord leichter erfüllt werden konnten. Das zuvor letzte Heimspiel war ein 9:0-Sieg gegen den ASV Bergedorf 85 am 25. Mai 2008. Nach dem Abstieg aus der Regionalliga trägt der Verein seit der Saison 2009/10 seine Heimspiele erneut in seinem angestammten Heimstadion aus.
Von 2011 bis 2013 nutzte auch die American-Football-Mannschaft der HSV Hamburg Blue Devils das Stadion für ihre Spiele.

## Aufbau

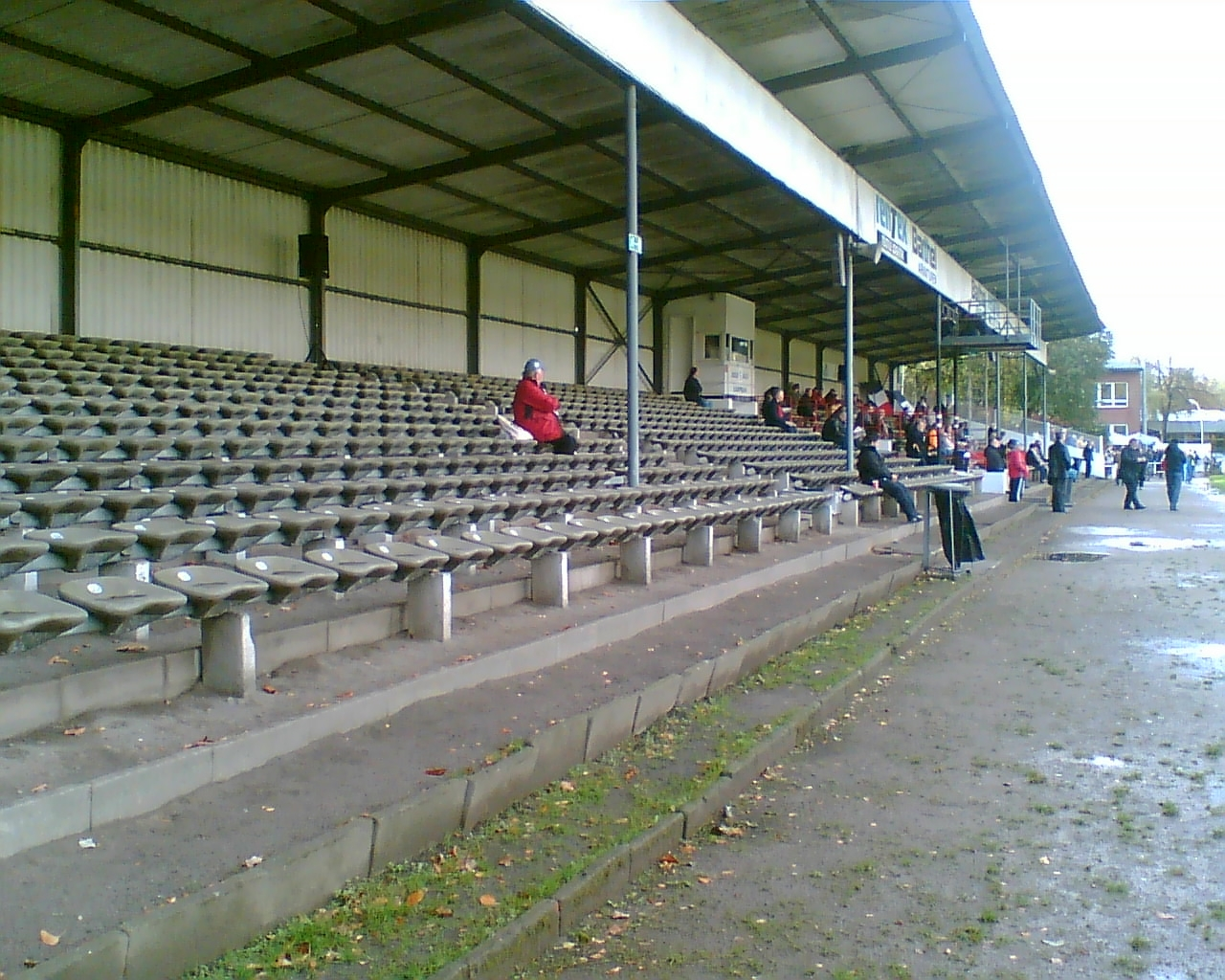
1400 Schalensitze aus dem früheren Volksparkstadion

Das Stadion besteht aus einer im Jahre 1958 überdachten Haupttribüne. Eine Besonderheit ist die vom NDR im Zuge der Baumaßnahme fest installierte Kameraposition über dem Durchgang zu den Kabinen. Im Jahre 2001 wurden die Holzbänke auf der Haupttribüne gegen 1.400 Schalensitze aus dem Sonderblock des alten Volksparkstadions ersetzt. Außerdem besteht das Stadion aus einer bis hinter das östliche Tor herumgezogenen Steh-Gegengeraden sowie einem als „Zeckenhügel“ bezeichneten Erdwall hinter dem westlichen Tor. Von der Haupttribüne aus links gibt es eine kleine Stehtribüne, die so genannte „Meckerecke“. Des Weiteren befindet sich auf dem Gelände noch ein Clubheim und ein markantes Kriegerdenkmal für die Toten des Zweiten Weltkriegs.

## Daten
Heutiges Zuschauerfassungsvermögen: 8000, davon 1400 überdachte Sitzplätze.

## Zukunft
Der Vorstand des AFC hatte wegen des maroden Zustandes des Stadions einer außerordentlichen Mitgliederversammlung im September 2007 ein Konzept zum Neubau eines Vereinszentrums vorgelegt. Dieses Konzept schloss den Neubau eines Stadions, von drei Trainingsplätzen und einer Vierfeldsporthalle ein. Auf dieser Basis stimmten die Mitglieder mit einer 3/4-Mehrheit für den Verkauf der traditionsreichen Sportstätte. Im März 2015 stellte der Vorstand des AFC seine Pläne für einen Neubau an der Memellandallee vor. Das Stadion sollte eine Kapazität von 2999 Plätzen haben und bis zum Start der Saison 2016/17 fertiggestellt sein; bis zum Sommer 2015 sollten die Vereinsmitglieder über die Pläne abstimmen.

Sprecher- und Reporterkabine, darunter – im Durchgang zu den Kabinen – ein Bild Adolf Jägers

Bereits 2009 hat ein städtebaulicher Wettbewerb für die zukünftige Nutzung des Geländes stattgefunden, auf dem eine Mischung aus frei und öffentlich finanziertem Geschosswohnungsbau entstehen soll. 2011 hatte der Verein zudem 200.000 Euro aus dem vertraglich vereinbarten Kaufpreis zur Finanzierung laufender Kosten in Anspruch genommen.
Spätestens zum Jahresende 2026 soll das Stadion geräumt werden, anschließend sollen auf dem Gelände 300 Wohnungen entstehen. Altona 93 wird dann in ein neues Stadion an der Memellandallee umziehen.